# Catamicrophyllum genezarethanum
Catamicrophyllum genezarethanum är en mångfotingart som beskrevs av Karl Wilhelm Verhoeff 1923. Catamicrophyllum genezarethanum ingår i släktet Catamicrophyllum och familjen kejsardubbelfotingar. Inga underarter finns listade i Catalogue of Life.